# Rajoir
Rajoir är ett underdistrikt i Bangladesh. Det ligger i den centrala delen av landet, 70 km sydväst om huvudstaden Dhaka.
Trakten runt Rajoir består till största delen av jordbruksmark. Runt Rajoir är det mycket tätbefolkat, med 1 135 invånare per kvadratkilometer.